# Maison Louis Jadot

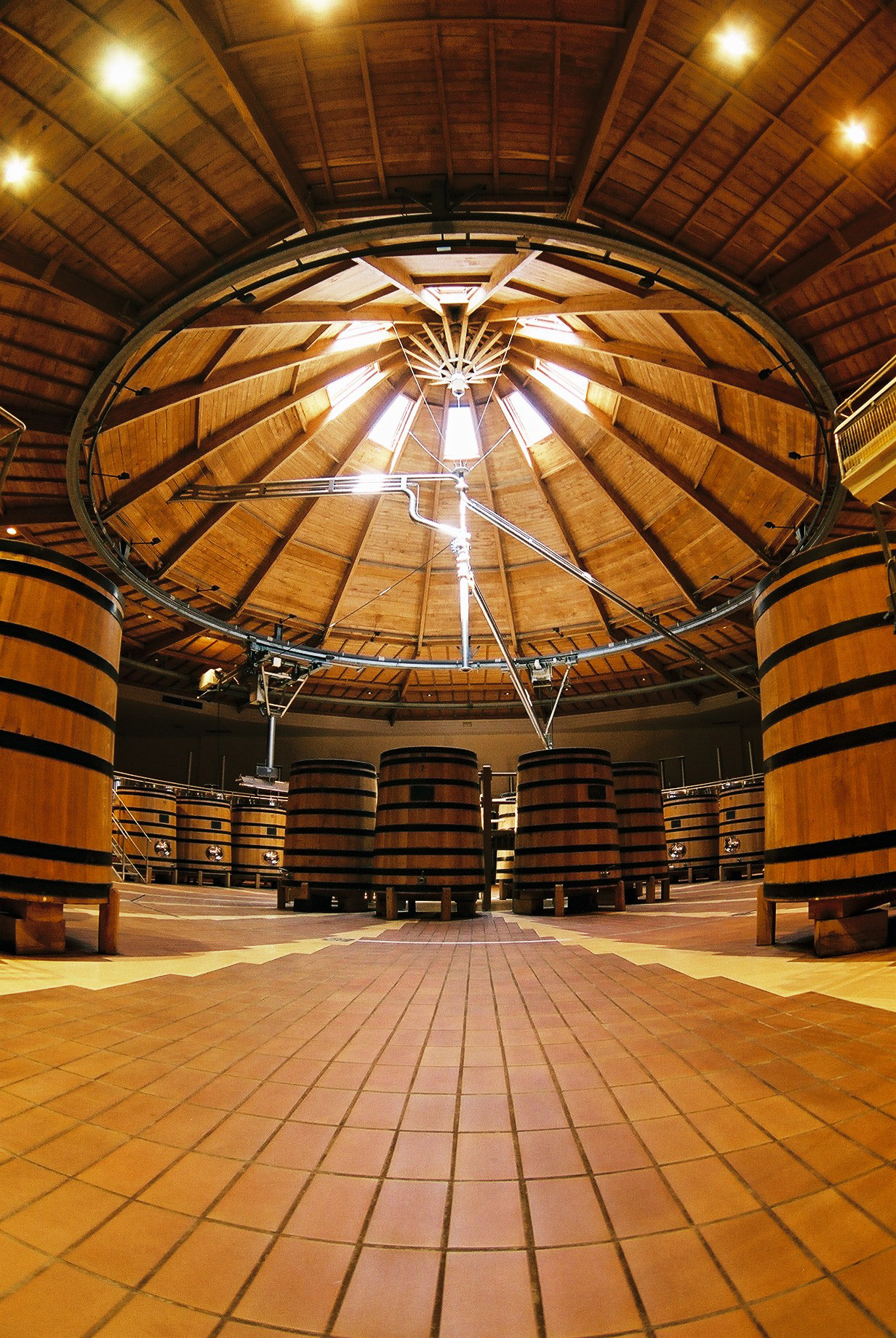
Maison Louis Jadot

Maison Louis Jadot este o companie ce produce și vinde vin de Burgundia. Louis Jadot a lucrat în amândouă podgoriile sale, lucrând după modelul de afaceri negociabile. Podgoria măsura 154 de hectare (300 de acri) din Burgundia 
Compania a fost fondată de către Louis Henry Denis Jadot în anul 1859.